# ベネヴェントの戦い
ベネヴェントの戦い（英：Battle of Benevento）は、南イタリアのベネヴェント近郊で1266年2月26日に行われた戦いである。実質的にシチリア王国を支配していたホーエンシュタウフェン家のマンフレーディとローマ教皇クレメンス4世の支持を受けたカペー家のシャルル・ダンジューが争い、マンフレーディの敗北と死によってホーエンシュタウフェン家によるシチリア支配は終わりを告げることになった。

## 背景
教皇権は、ホーエンシュタウフェン家の一族による南イタリア支配との、長い対立の中にあった。当時のシチリア王国を統治していたのは、アンチキリストとの疑いの絶えなかったフリードリヒ2世の庶子であるマンフレーディであった。彼は当初王国の正当な継承者であるはずのフリードリヒ2世の孫コンラーディンが成年に至るまでの、摂政として限定的な代理支配を任されたに過ぎなかったが、精力的な活動によって実効支配を拡大し、教皇の反対を抑えて1257年までには王国全土をほぼ支配下においた。このころバイエルンにいたコンラーディンが死去したという噂が流れ、マンフレーディはそれを巧みに利用して1258年8月10日、パレルモの大聖堂でシチリア王として戴冠した。
教皇権は不利な情勢の中で、シチリア王国をホーエンシュタウフェン家の支配から奪うことを決意し、取って代わるべき王として、何人かの候補の中からフランス王聖ルイの弟シャルル・ダンジューに白羽の矢を立てた。教皇ウルバヌス4世は1263年6月にシャルル・ダンジューと協定を結び、7月末にはこの野心的なフランス人は教皇からシチリア王と正式に認められていた。この協定は一方的に教皇の側に有利な内容であったが、シャルル・ダンジューは受諾した。

## 序幕
シャルル・ダンジューは1265年5月10日軍とともにマルセイユを出航して、海路を進み、5月20日オスティアへ入港した。そして5月23日ローマへ入城した。マンフレーディはシャルル・ダンジューをローマに閉じこめてしまえば、短期に決着をつけることができると考えたが、予想に反してシャルル・ダンジューはローマ市民に熱烈な歓迎を持って迎えられ、イタリア内で多くの支持を集め始めた。マンフレーディの側についていた貴族たちの間にさえ動揺が走り、寝返る者が現れた。マンフレーディはこの情勢を見て、軍を率いて北上したが、シャルルの軍と小競り合いをしたあと突然退却し、緒戦はシャルル・ダンジューが勝利を収めた。
しかしシャルル・ダンジューはマンフレーディを追撃するには資金が足りなくなっており、融資を受けるために奔走しなければならなくなった。教皇はフランス王の潤沢な資金を期待していたが、聖ルイは来るべき十字軍遠征のために資金を確保しておこうと考え、資金の提供を拒絶した。そこでシャルルは教皇の協力によってイタリア諸都市の銀行から融資を引き出さざるをえなくなったが、そのために半年近くの時間を費やした。
この間マンフレーディは絶好の機会であったにもかかわらず、全く手出しをしなかった。1265年10月にシャルル・ダンジューの主力軍じつに2万以上がリヨンに集結し、アルプスを越えて、3ヶ月後の1266年1月15日ごろにはローマに到着した。資金に限りがあったので、シャルル・ダンジューは急いていた。彼は1月20日にはほぼ全軍を従えて南下を開始した。マンフレーディは慌てて軍隊を召集し、迎撃体勢をとった。マンフレーディは王国の堅固な要塞群がシャルル・ダンジューの軍をじょじょに疲弊させ、追いつめていくと考えていたが、案に相違して、シャルルの軍は迅速に進軍していた。マンフレーディの救援を期待できない要塞の守備隊は戦意を阻喪し、次々と降伏していたからである。シャルル・ダンジューはマンフレーディの軍がヴォルトゥールノ川下流域に集まりつつあることを知ると、マンフレーディ軍の補給路を断って孤立させるべく、カッシーノから突然内陸部へと方向を変え、ベネヴェントを攻撃する気配を見せた。マンフレーディもカプアから軍を返して内陸部へと移動した。マンフレーディはカローレ川付近でシャルル・ダンジューの軍を捕捉した。シャルルの軍は疲労と食糧不足の中にあり、カローレ川には橋が一本しかない上、マンフレーディは有利な位置を占めていた。もし持久戦になれば、マンフレーディのほうが有利であることは明らかであった。

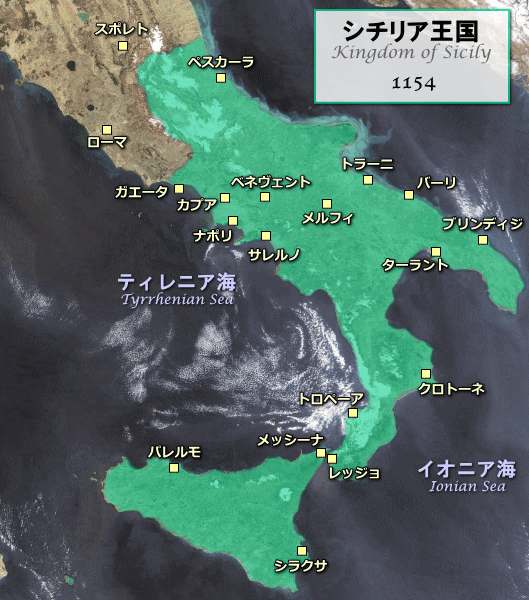
シチリア王国の領域（1154年）

しかしながら、マンフレーディは更なる裏切りを恐れて、早期決戦を望んだ。守備隊の多くが簡単に守備を放棄した事実が、配下の貴族の忠誠心に動揺を与えていると感じていた。マンフレーディは平原へ下り、会戦に持ち込むことを選んだ。軍を3つに分け、前面にサラセン人の軽歩兵を、中段にジョルダーノ・ランチアとアングローナのガルヴァーノが指揮するドイツ人の重武装した騎兵を、後衛に伯父のサレルノ公ガルヴァーノ・ランチア率いるイタリア人の傭兵部隊と護衛のサラセン人軽騎兵を配置した。マンフレーディ自身は1000を上回る予備部隊とともに陣地の近くに位置した。
シャルル・ダンジューも軍を3つに分けていた。前面には弩を装備した歩兵部隊をおき、それに騎兵部隊が続いていた。最初のプロヴァンス人騎兵900人を指揮するのはミルポアのユーグとモンフォールのフィリップで、第二陣の騎兵1000人はシャルル自身が指揮した。シャルルの騎兵部隊を支援するために、グィード・グエッラが指揮するゲルフの騎兵部隊が同行していた。最後尾にはフランドルのロベール3世と城代ジル・ル・ブルムが指揮する北フランスとフランドルの部隊が控えていた。

## 戦いの経過
戦いは朝方に始まった。マンフレーディはまだ十分な準備が整っていなかったが、彼のサラセン人部隊は橋の向こうでシャルルのフランス人部隊と交戦を開始した。サラセン人部隊はシャルルのフランス人部隊を圧倒したが、そこにプロヴァンスの騎兵部隊が突入すると、たちまち蹴散らされた。これを見たマンフレーディのドイツ人騎兵部隊は命令を待たずに突撃し、シャルル・ダンジューは第二陣の騎兵部隊も戦線に投入した。数に劣るものの、強固な装甲によって武装したドイツ人騎兵は、シャルルの騎兵の剣を全く通さず、戦いの趨勢はわからなくなった。しかしやがてドイツ人騎兵が剣を振り下ろす際に脇の下が無防備になることが発見されると、シャルルの軍はそこを突いて攻撃し、ドイツ騎兵はたちまち劣勢に立たされた。このときすでにマンフレーディの敗北が見え始めていた。
ドイツ人騎兵の強さを過信していたマンフレーディ軍は、第二陣の騎兵を投入する機会を失した。ガルヴァーノ・ランチア指揮の第二陣がようやく渡河を終えたとき、目の前にドイツ人騎兵部隊を屠って勢いづいたフランス人騎兵部隊が殺到した。シャルル・ダンジューはさらに最後列に控えていた予備部隊にマンフレーディ軍の側面を攻撃させ、マンフレーディ軍は潰走した。マンフレーディは予備部隊に攻撃を命じたが、一部始終を見て恐怖を覚えた予備部隊は戦場から逃げ出し始めた。マンフレーディはわずかな護衛とともに戦場に孤立した。覚悟を決めたマンフレーディは戦闘のただ中へと突入し、混戦の中で戦死した。夕方頃にはシャルル・ダンジューの勝利は確実なものとなっていた。

## その後への影響
戦いの結果、ホーエンシュタウフェン家によるシチリア支配は崩壊した。マンフレーディの子供たちはこのあとすぐ捕らえられ、財産はシャルル・ダンジューに奪われた上、一生を牢獄で過ごすことになった。教皇はイタリアにおける宿敵をようやく打倒し、教皇権に安泰な時代が訪れたと感じたが、それはまもなく大きな過ちであったことに気がつくことになる。シャルル・ダンジューはマンフレーディと比べても劣らぬほど野心的であり、決して教皇権に従順な君主ではなかった。戦いに勝利したあと、ベネヴェントに滞在している間、シャルル・ダンジューはこの都市がマンフレーディでなく教皇庁に忠誠を誓っていたにもかかわらず、兵士たちに略奪させるに任せた。シャルル・ダンジューはたちまちのうちにシチリア王国全域での支配を確立し、ホーエンシュタウフェン家のコンラーディンによって、1268年にシチリア王国奪還の遠征軍が組織されたときには、これをタリアコッツォの戦いで打ち破ることが出来た。